# 二氟胺基五氟化硫
二氟胺基五氟化硫是一种由氟、硫和氮形成的无机化合物，化学式为NF2SF5。

## 制备
二氟胺基五氟化硫可由四氟肼和四氟化硫在紫外线下照射反应。
N2F4 + 2 SF4 → 2 SF5NF2.